# Ligota Książęca (gromada w powiecie namysłowskim)
Ligota Książęca (od 31 XII 1961 Przeczów) – dawna gromada, czyli najmniejsza jednostka podziału terytorialnego Polskiej Rzeczypospolitej Ludowej w latach 1954–1972.
Gromady, z gromadzkimi radami narodowymi (GRN) jako organami władzy najniższego stopnia na wsi, funkcjonowały od reformy reorganizującej administrację wiejską przeprowadzonej jesienią 1954 do momentu ich zniesienia z dniem 1 stycznia 1973, tym samym wypierając organizację gminną w latach 1954–1972.
Gromadę Ligota Książęca z siedzibą GRN w Ligocie Książęcej utworzono – jako jedną z 8759 gromad na obszarze Polski – w powiecie oleśnickim w woj. wrocławskim, na mocy uchwały nr 23/54 WRN we Wrocławiu z dnia 2 października 1954. W skład jednostki weszły obszary dotychczasowych gromad Ligota Książęca, Barzyna, Brzozowiec, Mikowice i Przeczów ze zniesionej gminy Miłocice w tymże powiecie.
1 stycznia 1955 gromadę włączono do powiatu namysłowskiego w woj. opolskim, gdzie ustalono dla niej 17 członków gromadzkiej rady narodowej.
31 grudnia 1959 do gromady Ligota Książęca włączono wieś Minkowskie ze zniesionej gromady Minkowskie w tymże powiecie.
31 grudnia 1961 do gromady Ligota Książęca włączono wsie Krasowice, Smarchowice Śląskie i Niwki ze zniesionej gromady Krasowice w tymże powiecie; z gromady Ligota Książęca wyłączono natomiast wieś Minkowskie, włączając ją do gromady Smarchowice Wielkie tamże. Po zmianach tych gromadę Ligota Książęca zniesiono, przenosząc siedzibę GRN z Ligoty Książęcej do Przeczowa i zmieniając nazwę jednostki na gromada Przeczów.
1 stycznia 1973 w powiecie namysłowskim utworzono gminę Ligota Książęca, zniesioną ponownie 30 października 1975.